# رودخانه باگماتی

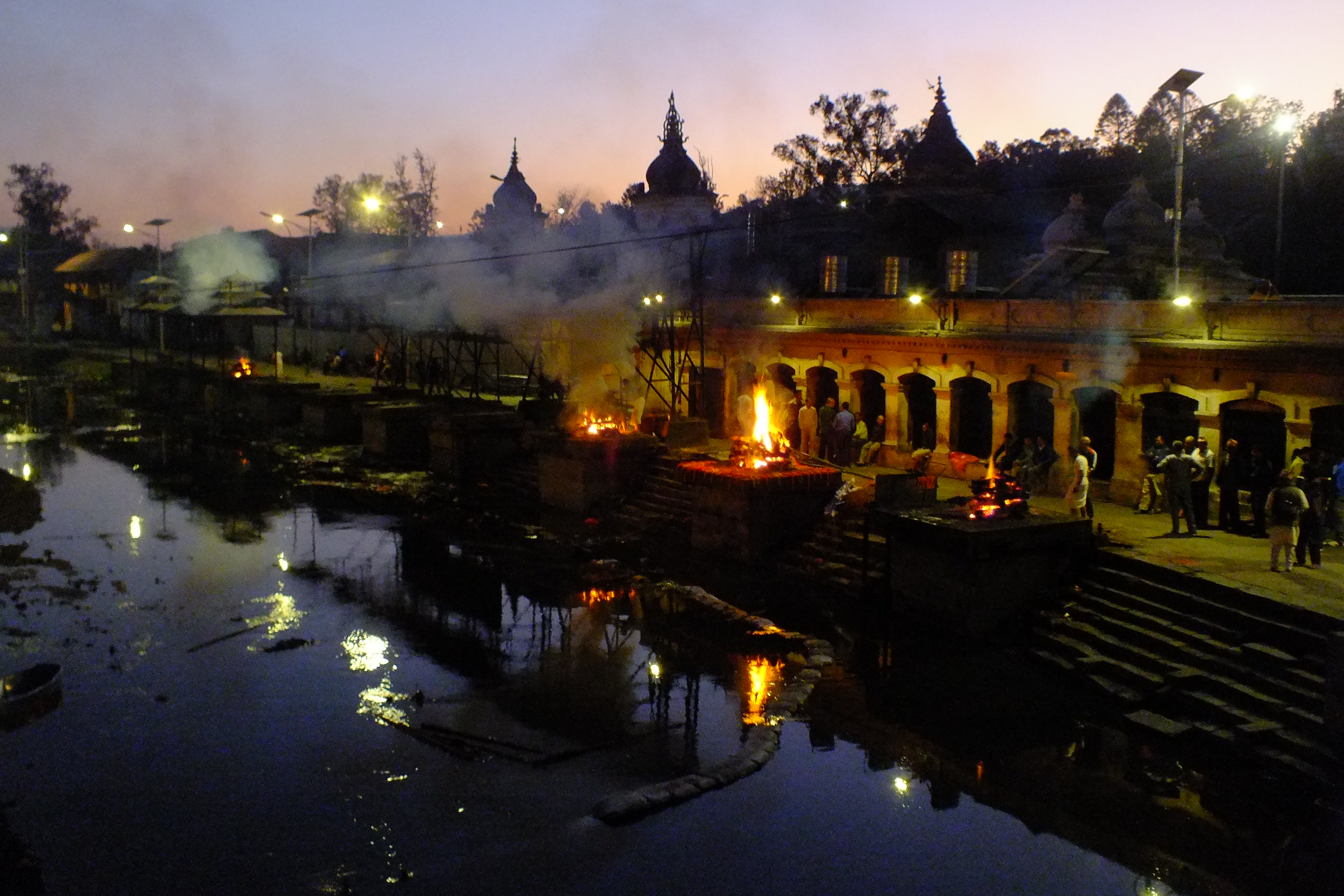
رودخانه باگماتی نپال و کوره سوزی

رودخانه باگماتی (انگلیسی: Bagmati River) در دره کاتماندو، کشور نپال جاری است که شهر کاتماندو را از لالیتپور جدا می‌کند. هندوها و همین‌طور بودایی‌ها این رودخانه را مقدس می‌شمارند. همچنین هندوها تعدادی از معابد خود را در سواحل این رودخانه بنا کرده‌اند.